# Catedral de Nuestra Señora del Carmen (Cartago, Costa Rica)
La Catedral de Nuestra Señora del Carmen o simplemente Catedral de Cartago es el nombre que recibe un edificio religioso que pertenece a la Iglesia Católica y se encuentra ubicado en la ciudad de Cartago en el cantón homónimo parte del país centroamericano de Costa Rica. No debe confundirse con una iglesia del mismo nombre en la ciudad de Cartago en Colombia.
El templo sigue el rito romano o latino y es la sede de la diócesis de Cartago en Costa Rica (Dioecesis Carthaginensis in Costa Rica) que fue creada en mayo de 2005 por el entonces papa Benedicto XVI mediante la bula "Saepe contingit". Se trata de una de las 2 iglesias más importantes de esa localidad junto con la Basílica de Nuestra Señora de los Ángeles.
Su historia se remonta a la iglesia parroquial que fue construida entre 1954 y 1960, por el arquitecto José María Barrantes, siendo el sacerdote local para ese momento Enrique Bolaños. Actualmente está bajo la responsabilidad pastoral del obispo José Francisco Ulloa Rojas.